# Кёльпин
Это статья о коммуне в Германии. Об уезде в Китае см. статью Кельпин.
Кёльпин (нем. Cölpin) — община в Германии, в земле Мекленбург-Передняя Померания.
Входит в состав района Мекленбург-Штрелиц. Подчиняется управлению Штаргардер Ланд.  Население составляет 814 человек (на 31 декабря 2010 года). Занимает площадь 21,22 км².